# スカパー! 朝のTwitterドラマ
『スカパー! 朝のTwitterドラマ』（スカパー! あさのツイッタードラマ）は、2019年2月から2020年3月までスカパー!の公式Twitter上にて配信されていた短編ドラマシリーズ。脚本はせきしろが担当。

## 概要
Twitter上に公開される、140秒（全5話）で描く超短編ドラマシリーズ（全53作）。週替わりの作品を平日毎朝８時に配信し、土曜日に総集編が配信されるというのが基本的なフォーマット。一部の作品は全10話として2週間にわたって配信された。
各シリーズは、一部の作品を除き、スカパー！公式YouTubeにて総集編が公開されている。
2019年11月27日にBSスカパーで『「140秒の世界」～スカパー! 朝のTwitterドラマ上映会～』と題された特番が放送された。内容は、せきしろが又吉直樹（ピース）、しずる、吉川友、宮本佳林（Juice=Juice）と共に第1作〜第36作までを鑑賞・解説するもの。

## 作品
| #  | 題名                   | 主演                                                                    | 配信日 |
| -- | ---------------------- | ----------------------------------------------------------------------- | --- |
| 1  | 鶴                     | 井上苑子                                                                | 第1話：2019年2月18日 第2話：2019年2月19日 第3話：2019年2月20日 第4話：2019年2月21日 第5話：2019年2月22日 総集編：2019年2月23日 |
| 2  | メンバーカラー         | 浜浦彩乃（こぶしファクトリー）                                          | 第1話：2019年2月25日 第2話：2019年2月26日 第3話：2019年2月27日 第4話：2019年2月28日 第5話：2019年3月1日 総集編：2019年3月2日 |
| 3  | 白線                   | 出口夏希                                                                | 第1話：2019年3月4日 第2話：2019年3月5日 第3話：2019年3月6日 第4話：2019年3月7日 第5話：2019年3月8日 総集編：2019年3月9日 |
| 4  | ペンライト             | 宮本佳林（Juice=Juice）                                                 | 第1話：2019年3月11日 第2話：2019年3月12日 第3話：2019年3月13日 第4話：2019年3月14日 第5話：2019年3月15日 総集編：2019年3月16日 |
| 5  | 遊具                   | 毛利愛美                                                                | 第1話：2019年3月18日 第2話：2019年3月19日 第3話：2019年3月20日 第4話：2019年3月21日 第5話：2019年3月22日 総集編：2019年3月23日 |
| 6  | コタツを片付ける日     | 越智ゆらの                                                              | 第1話：2019年3月25日 第2話：2019年3月26日 第3話：2019年3月27日 第4話：2019年3月28日 第5話：2019年3月29日 総集編：2019年3月30日 |
| 7  | ポケットの中の冬       | 森高愛                                                                  | 第1話：2019年4月1日 第2話：2019年4月2日 第3話：2019年4月3日 第4話：2019年4月4日 第5話：2019年4月5日 総集編：2019年4月6日 |
| 8  | 文学                   | 中山莉子（私立恵比寿中学）                                              | 第1話：2019年4月8日 第2話：2019年4月9日 第3話：2019年4月10日 第4話：2019年4月11日 第5話：2019年4月12日 総集編：2019年4月13日 |
| 9  | 待つ                   | 山﨑夢羽（BEYOOOOONDS）                                                 | 第1話：2019年4月15日 第2話：2019年4月16日 第3話：2019年4月17日 第4話：2019年4月18日 第5話：2019年4月19日 総集編：2019年4月20日 |
| 10 | 授業中の手紙           | 和田桜子（こぶしファクトリー）                                          | 第1話：2019年4月22日 第2話：2019年4月23日 第3話：2019年4月24日 第4話：2019年4月25日 第5話：2019年4月26日 総集編：2019年4月27日 |
| 11 | 席取り                 | MIMORI（kolme）                                                         | 第1話：2019年4月29日 第2話：2019年4月30日 第3話：2019年5月1日 第4話：2019年5月2日 第5話：2019年5月3日 総集編：2019年5月4日 |
| 12 | 楽屋の張り紙           | 鈴木美羽                                                                | 第1話：2019年5月6日 第2話：2019年5月7日 第3話：2019年5月8日 第4話：2019年5月9日 第5話：2019年5月10日 総集編：2019年5月11日 |
| 13 | 名前                   | 室田瑞希（アンジュルム）                                                | 第1話：2019年5月13日 第2話：2019年5月14日 第3話：2019年5月15日 第4話：2019年5月16日 第5話：2019年5月17日 総集編：2019年5月18日 |
| 14 | 会議室の謎解き         | 安倍萌生                                                                | 第1話：2019年5月20日 第2話：2019年5月21日 第3話：2019年5月22日 第4話：2019年5月23日 第5話：2019年5月24日 総集編：2019年5月25日 |
| 15 | 軍手が落ちている       | ほのか                                                                  | 第1話：2019年5月27日 第2話：2019年5月28日 第3話：2019年5月29日 第4話：2019年5月30日 第5話：2019年5月31日 総集編：2019年6月1日 |
| 16 | 流行語                 | 安倍乙（劇団4ドル50セント）                                             | 第1話：2019年6月3日 第2話：2019年6月4日 第3話：2019年6月5日 第4話：2019年6月6日 第5話：2019年6月7日 総集編：2019年6月8日 |
| 17 | 晩御飯                 | 日比美思                                                                | 第1話：2019年6月10日 第2話：2019年6月11日 第3話：2019年6月12日 第4話：2019年6月13日 第5話：2019年6月14日 総集編：2019年6月15日 |
| 18 | 風船の行方             | 小林ひかる（PINK CRES.）                                                | 第1話：2019年6月17日 第2話：2019年6月18日 第3話：2019年6月19日 第4話：2019年6月20日 第5話：2019年6月21日 総集編：2019年6月22日 |
| 19 | 飼育員                 | 小島梨里杏                                                              | 第1話：2019年6月24日 第2話：2019年6月25日 第3話：2019年6月26日 第4話：2019年6月27日 第5話：2019年6月28日 総集編：2019年6月29日 |
| 20 | 予定                   | 田鍋梨々花                                                              | 第1話：2019年7月1日 第2話：2019年7月2日 第3話：2019年7月3日 第4話：2019年7月4日 第5話：2019年7月5日 総集編：2019年7月6日 |
| 21 | ジェットコースター     | 長月翠（LaLuce／シュークリームロケッツ）                                | 第1話：2019年7月8日 第2話：2019年7月9日 第3話：2019年7月10日 第4話：2019年7月11日 第5話：2019年7月12日 総集編：2019年7月13日 |
| 22 | 自転車の鍵             | 阿部菜々実（LaLuce／パクスプエラ）                                      | 第1話：2019年7月15日 第2話：2019年7月16日 第3話：2019年7月17日 第4話：2019年7月18日 第5話：2019年7月19日 総集編：2019年7月20日 |
| 23 | 部活選び               | 茜空（桜エビ〜ず）                                                      | 第1話：2019年7月22日 第2話：2019年7月23日 第3話：2019年7月24日 第4話：2019年7月25日 第5話：2019年7月26日 総集編：2019年7月27日 |
| 24 | 魔法少女               | 杉本愛里                                                                | 第1話：2019年7月29日 第2話：2019年7月30日 第3話：2019年7月31日 第4話：2019年8月1日 第5話：2019年8月2日 総集編：2019年8月3日 |
| 25 | キャンバス             | 一岡伶奈（BEYOOOOONDS）                                                 | 第1話：2019年8月5日 第2話：2019年8月6日 第3話：2019年8月7日 第4話：2019年8月8日 第5話：2019年8月9日 総集編：2019年8月10日 |
| 26 | プールサイド           | 平嶋夏海                                                                | 第1話：2019年8月12日 第2話：2019年8月13日 第3話：2019年8月14日 第4話：2019年8月15日 第5話：2019年8月16日 総集編：2019年8月17日 |
| 27 | 遊園地めし             | 橋本桃呼（ラストアイドル）                                              | 第1話：2019年8月19日 第2話：2019年8月20日 第3話：2019年8月21日 第4話：2019年8月22日 第5話：2019年8月23日 総集編：2019年8月24日 |
| 28 | 思い出の場所           | 真山りか（私立恵比寿中学）                                              | 第1話：2019年8月26日 第2話：2019年8月27日 第3話：2019年8月28日 第4話：2019年8月29日 第5話：2019年8月30日 総集編：2019年8月31日 |
| 29 | バーベキュー           | 小関舞（カントリー・ガールズ）                                          | 第1話：2019年9月2日 第2話：2019年9月3日 第3話：2019年9月4日 第4話：2019年9月5日 第5話：2019年9月6日 総集編：2019年9月7日 |
| 30 | 言い訳                 | 渡邉幸愛（SUPER☆GiRLS）                                                 | 第1話：2019年9月9日 第2話：2019年9月10日 第3話：2019年9月11日 第4話：2019年9月12日 第5話：2019年9月13日 総集編：2019年9月14日 |
| 31 | さぼり                 | 井上玲音（こぶしファクトリー） 野村みな美（こぶしファクトリー）         | 第1話：2019年9月16日 第2話：2019年9月17日 第3話：2019年9月18日 第4話：2019年9月19日 第5話：2019年9月20日 総集編前編：2019年9月21日 第6話：2019年9月23日 第7話：2019年9月24日 第8話：2019年9月25日 第9話：2019年9月26日 第10話：2019年9月27日 総集編後編：2019年9月28日    |
| 32 | 腕相撲                 | 小澤愛実（シュークリームロケッツ） 松本ももな（シュークリームロケッツ） | 第1話：2019年9月30日 第2話：2019年10月1日 第3話：2019年10月2日 第4話：2019年10月3日 第5話：2019年10月4日 総集編前編：2019年10月5日 第6話：2019年10月7日 第7話：2019年10月8日 第8話：2019年10月9日 第9話：2019年10月10日 第10話：2019年10月11日 総集編後編：2019年10月12日 |
| 33 | テレビ好き             | 斉藤優里                                                                | 第1話：2019年10月14日 第2話：2019年10月15日 第3話：2019年10月16日 第4話：2019年10月17日 第5話：2019年10月18日 総集編：2019年10月19日 |
| 34 | 少し不思議             | 傳谷英里香                                                              | 第1話：2019年10月21日 第2話：2019年10月22日 第3話：2019年10月23日 第4話：2019年10月24日 第5話：2019年10月25日 総集編：2019年10月26日 |
| 35 | 相合傘                 | 高石あかり                                                              | 第1話：2019年10月28日 第2話：2019年10月29日 第3話：2019年10月30日 第4話：2019年10月31日 第5話：2019年11月1日 総集編：2019年11月2日 |
| 36 | 誰だっけ               | 小林歌穂（私立恵比寿中学）                                              | 第1話：2019年11月4日 第2話：2019年11月5日 第3話：2019年11月6日 第4話：2019年11月7日 第5話：2019年11月8日 総集編：2019年11月9日 |
| 37 | 楽屋スイーツ           | 相楽伊織                                                                | 第1話：2019年11月11日 第2話：2019年11月12日 第3話：2019年11月13日 第4話：2019年11月14日 第5話：2019年11月15日 総集編：2019年11月16日 |
| 38 | 初雪                   | 又吉直樹（ピース） 池田一真（しずる） 吉川友 宮本佳林（Juice=Juice）    | 第1話：2019年11月18日 第2話：2019年11月19日 第3話：2019年11月20日 第4話：2019年11月21日 第5話：2019年11月22日 総集編：2019年11月23日 |
| 39 | 質問コーナー           | 新井愛瞳（アップアップガールズ（仮））                                  | 第1話：2019年11月25日 第2話：2019年11月26日 第3話：2019年11月27日 第4話：2019年11月28日 第5話：2019年11月29日 総集編：2019年11月30日 |
| 40 | ラグビー飯             | 南端まいな                                                              | 第1話：2019年12月2日 第2話：2019年12月3日 第3話：2019年12月4日 第4話：2019年12月5日 第5話：2019年12月6日 総集編：2019年12月7日 |
| 41 | 絵本の読み聞かせ       | 篠原望（ラストアイドル）                                                | 第1話：2019年12月9日 第2話：2019年12月10日 第3話：2019年12月11日 第4話：2019年12月12日 第5話：2019年12月13日 総集編：2019年12月14日 |
| 42 | ピクニック気分         | ともかりん                                                              | 第1話：2019年12月16日 第2話：2019年12月17日 第3話：2019年12月18日 第4話：2019年12月19日 第5話：2019年12月20日 総集編：2019年12月21日 |
| 43 | クリスマスが嫌い       | 広瀬彩海（こぶしファクトリー）                                          | 第1話：2019年12月23日 第2話：2019年12月24日 第3話：2019年12月25日 第4話：2019年12月26日 第5話：2019年12月27日 総集編：2019年12月28日 |
| 44 | 神社                   | 志村玲於（SUPER★DRAGON） 星名美怜（私立恵比寿中学）                     | 第1話：2019年12月30日 第2話：2019年12月31日 第3話：2020年1月1日 第4話：2020年1月2日 第5話：2020年1月3日 総集編前編：2020年1月4日 第6話：2020年1月6日 第7話：2020年1月7日 第8話：2020年1月8日 第9話：2020年1月9日 第10話：2020年1月10日 総集編後編：2020年1月11日          |
| 45 | 進路                   | 中井りか（NGT48）                                                       | 第1話：2020年1月13日 第2話：2020年1月14日 第3話：2020年1月15日 第4話：2020年1月16日 第5話：2020年1月17日 総集編：2020年1月18日 |
| 46 | 母校                   | きりたんぽ                                                              | 第1話：2020年1月20日 第2話：2020年1月21日 第3話：2020年1月22日 第4話：2020年1月23日 第5話：2020年1月24日 総集編：2020年1月25日 |
| 47 | うたた寝               | 森マリア 坂口風詩                                                       | 第1話：2020年1月27日 第2話：2020年1月28日 第3話：2020年1月29日 第4話：2020年1月30日 第5話：2020年1月31日 総集編：2020年2月1日 |
| 48 | バレンタインデーの練習 | 池田彪馬（SUPER★DRAGON） 桜井美里（ukka）                               | 第1話：2020年2月3日 第2話：2020年2月4日 第3話：2020年2月5日 第4話：2020年2月6日 第5話：2020年2月7日 総集編前編：2020年2月8日 第6話：2020年2月10日 第7話：2020年2月11日 第8話：2020年2月12日 第9話：2020年2月13日 第10話：2020年2月14日 総集編後編：2020年2月15日          |
| 49 | 初めてを経験中         | 段原瑠々（Juice=Juice）                                                 | 第1話：2020年2月17日 第2話：2020年2月18日 第3話：2020年2月19日 第4話：2020年2月20日 第5話：2020年2月21日 総集編：2020年2月22日 |
| 50 | フォロー               | 森咲樹（アップアップガールズ（仮））                                    | 第1話：2020年2月24日 第2話：2020年2月25日 第3話：2020年2月26日 第4話：2020年2月27日 第5話：2020年2月28日 総集編：2020年2月29日 |
| 51 | ずる休み               | ふうか                                                                  | 第1話：2020年3月2日 第2話：2020年3月3日 第3話：2020年3月4日 第4話：2020年3月5日 第5話：2020年3月6日 総集編：2020年3月7日 |
| 52 | ホワイトデーのお返し   | 田中洸希（SUPER★DRAGON）                                                | 第1話：2020年3月9日 第2話：2020年3月10日 第3話：2020年3月11日 第4話：2020年3月12日 第5話：2020年3月13日 総集編：2020年3月14日 |
| 53 | タイムカプセル         | こぶしファクトリー                                                      | 第1話：2020年3月16日 第2話：2020年3月17日 第3話：2020年3月18日 第4話：2020年3月19日 第5話：2020年3月20日 総集編前編：2020年3月21日 第6話：2020年3月23日 第7話：2020年3月24日 第8話：2020年3月25日 第9話：2020年3月26日 第10話：2020年3月27日 総集編後編：2020年3月28日    |